# Episodi di FLCL
Questa è la lista degli episodi di FLCL del 2000, serie di OAV realizzata dagli studi Gainax e Production I.G. In seguito sono state prodotte altre due serie trasmesse nel corso del 2018, denominate rispettivamente FLCL Progressive e FLCL Alternative.

## Episodi

### FLCL
| Nº | Titolo italiano Giapponese 「Kanji」 - Rōmaji | Prima edizione   | Prima edizione |
| Nº | Titolo italiano Giapponese 「Kanji」 - Rōmaji | Giapponese       | Italiano       |
| 1  | Fooly Cooly 「フリクリ」 - Furi Kuri | 26 aprile 2000   | 13 maggio 2005 |
| 1  | Nel città di Mabase ha sede la Medical Meccanica produttrice di apparecchiature mediche ma con molti aspetti poco chiari. Il 12enne Naota Nandaba e la 17enne Mamimi Samejima, fidanzata del fratello di Naota, passano il pomeriggio insieme. Mentre attraversano il ponte sul fiume, una ragazza alla guida di una Vespa Piaggio prima investe il ragazzo, poi pratica una manovra di respirazione artificiale bocca a bocca, quindi lo colpisce in testa con il suo basso elettrico Rickenbacker 4003. Più tardi dalla fronte di Naota spunta uno strano bernoccolo che il giorno seguente a scuola non passa inosservato anche se nascosto con un cerotto, dopo le lezioni mentre Naota percorre la strada per raggiungere l'ospedale incontra nuovamente la ragazza a bordo della Vespa, riesce a seminarla ma questa raggiunge l'ospedale prima di lui e tenta nuovamente di colpirlo col suo basso. La sera a cena Naota trova a tavola, insieme a suo padre Kamon e suo nonno Shigekuni, anche la ragazza di prima che si presenta come Haruko Haruhara, assunta come aiutante dal padre travolto dalla Vespa di Haruko e rimasto contuso. Haruko rivela di essere un alieno ma non sembra essere presa sul serio dal giovane, poi Naota parlando con il padre viene a sapere che Mamimi è passata a casa sua quindi il ragazzo corre verso il ponte. Lì trova la ragazza che, dopo aver parlato brevemente del fratello di Naota, cade a terra svenuta, proprio in quel momento il bernoccolo del ragazzo comincia a crescere finché dalla sua fronte spuntano due creature robotiche. Queste ultime due iniziano un combattimento tra di loro, poco dopo la sconfitta del robot a forma di mano arriva Haruko che colpisce l'altro robot il quale cambia colore da rosso a azzurro e sulla sua testa a forma di schermo a tubo catodico scompare il simbolo che aveva. In seguito Haruko e il robot, non più aggressivo, lavorano nel panificio del nonno.                                                  |                  |                |
| 2  | Fire Starter 「ファイスタ」 - Faisuta | 21 giugno 2000   | 13 maggio 2005 |
| 2  | Da una radiografia alla testa di Naota, effettuata usando il robot della Medical Meccanica, risulta che il suo cranio non contiene più il cervello e oltretutto gli sono spuntati due corni. Sia Kamon che il nonno e Haruko utilizzano il robot all'aperto in pubblico per sbrigare delle faccende banali come fare la spesa, invece Mamimi lo rinomina Canti e lo vede come una divinità. Una notte, vicino alle macerie della vecchia scuola incendiata anni prima, dalla testa di Naota fuoriesce una creatura che attacca Canti, Haruko, Mamimi e Naota, solo l'unione del robot e del ragazzo permette di riuscire a sconfiggere l'avversario. |                  |                |
| 3  | Marquis de Carabas 「マルラバ」 - Maru Raba | 23 agosto 2000   | 1º luglio 2005 |
| 3  | Per la recita scolastica, basata sulla storia de Il gatto con gli stivali, Eri Ninamori ha avuto assegnato coi voti della classe il ruolo di protagonista e Naota quello di gatto parlante ma il ragazzo non è interessato e non prende parte alle prove. Kamon cerca, senza successo, di vendere le sue minizine in cui sono scritte anche notizie scandalistiche sul sindaco della città, padre di Eri. Non potendo tornare a casa propria perché assediata da giornalisti, la ragazza si ferma vicino a un distributore automatico a parlare con Naota, quest'ultimo viene investito nuovamente da Haruko e colpisce con la propria testa quella di Eri, subito dopo inoltre scopre che sotto il cappello del ragazzo sono nascoste delle orecchie da gatto e incuriosita le tocca ma sentendosi subito male. Più tardi rimane a cena a casa Nambada e passa lì la notte, in confidenza rivela a Naota che ha truccato il risultato delle votazioni per far ottenere a se stessa e a lui i ruoli principali per la recita. A scuola Naota litiga con Eri e subito dopo dalla testa di lei compare un mostro, quindi intervengono Haruko e Canti. |                  |                |
| 4  | Full Swing 「フリキリ」 - Furi Kiri | 25 ottobre 2000  | 1º luglio 2005 |
| 4  | Haruko sconfigge da sola a baseball la squadra locale di Mabase in cui gioca anche Naota e suo nonno fa da allenatore. Kamon, il padre di Naota, ha uno strano comportamento con Haruko, il che fa arrabbiare Naota. Uscito di casa incontra Amarao, in sella a uno scooter Fuji Rabbit, che lo mette in guardia riguardo alla ragazza. Amarao lavora per il dipartimento per l'immigrazione interstellare e scopre che un satellite artificiale sta per colpire la città. Kamon ha una discussione col figlio e si viene a capire che è stato sostituito con un robot, il corpo vero nascosto in un armadio viene rianimato con un bagno caldo. In cima alla Medical Meccanica Haruko estrae dal corpo di Naota una chitarra elettrica Gibson Flying V che il giovane usa come mazza da baseball per fermare il satellite in caduta e che poi Haruko aiuta a colpire mandando l'oggetto fuori dall'atmosfera terrestre. |                  |                |
| 5  | Brittle Bullet 「ブラブレ」 - Burabure | 21 dicembre 2000 | 26 agosto 2005 |
| 5  | Il nuovo corno sulla nuca di Naota cresce nel momento sbagliato e il ragazzo si ritrova senza volerlo a baciare Haruko. Kamon li sorprende e in un impeto di gelosia sfida il figlio a una battaglia a paintball per l'amore della ragazza. Durante lo scontro però sul ponte sovrastante Kitsurubami, armata di fucile di precisione, riceve l'ordine da Amarao di colpire Canti nella sua forma azzurra e più docile. I colpi però non vanno a segno, anche grazie a Haruko, e Naota viene investito dal camioncino per le consegne di Masashi. A bordo vi sono anche Ninamori e Gaku, che non perde l'occasione per chiedere indiscrezioni riguardo al salvataggio della città dal satellite e Naota ammette di essere stato lui a salvare Mabase. Nel frattempo Haruko si traveste da shampista e va a trovare la sua vecchia conoscenza Amarao che è in attesa dal barbiere. I due iniziano a parlare facendo riferimento al misterioso passato di entrambi ma quando viene toccato l'argomento Atomsk la tensione esplode in uno scontro a fuoco dove Haruko ha la meglio. Naota si trova in riva al fiume con Mamimi, che afferma di non essere più attratta da lui perché è cambiato molto e quando Naota prova a baciarla si rifiuta. Lo stress provocato fa crescere a dismisura il bernoccolo di Naota che si trasforma in un robot gigantesco con l'impermeabile e il ragazzo chiama in aiuto Canti che si fonde con lui e porta in salvo Mamimi. Anche Haruko si accorge della minaccia e si reca sulla scena per colpire il robot ma non riesce a scalfirlo. Dopo un po' lo schermo di Canti si illumina e da esso fuoriesce un basso Gibson EB-0 del '61 appartenente ad Atomsk, graie al quale il robot gigante viene sconfitto e fatto cadere. Alla fine si scopre che sotto all'impermeabile si nascondevano altre braccia che, assieme al resto del corpo, formano un'enorme mano che si fissa nel terreno e di fronte al ferro da stiro Medical Meccanica.                                        |                  |                |
| 6  | FLCLimax 「フリクラ」 - Furi Kura | 16 marzo 2001    | 26 agosto 2005 |
| 6  | La Mano cerca di afferrare la fabbrica ma non può perché incompleta; il suo Terminal Core è andato disperso dopo che è stato attaccato da Canti giorni prima. Amarao e il Dipartimento setacciano l'area per distruggerlo, ma la prima a scovarlo è Mamimi che lo nutre con telefoni cellulari rubati a scuola. Naota si imbatte in Amarao che gli parla di Atomsk, un pirata spaziale in grado di risucchiare pianeti con il suo N.O. nonché amante di Haruko. Preoccupato per un suo eventuale ritorno, Amarao attacca sulla fronte del giovane delle sopracciglia finte, in modo da tenere chiuso il N.O. Queste però cadono quando Naota, tornato a casa, rivede Haruko. La mattina seguente i due partono diretti verso la Medical Meccanica e Haruko afferma che gli hanno rubato qualcosa di prezioso e che solo Naota la può aiutare. Intanto il Core si fonde con Canti e si dirige verso la mano, poi Naota finisce nella bocca del Core che lo assimila. La mano completa cerca di prendere la fabbrica ma viene fermata da Naota che usa il potere di Atomsk. Haruko vuole prendere tale potere e affronta Naota, che la sconfigge, dichiara di amarla e la bacia. Dalla sua fronte esce un uccello rosso (il vero aspetto di Atomsk) il quale assorbe la Mano che si trasforma in una sfera di luce e schizza via. Haruko si prepara ad inseguirlo e chiede a Naota se vuole venire con lei ma cambia idea e vola via. In mezzo alle macerie Naota trova il basso di Haruko e Mamimi coglie l'occasione per una foto che le permetterà di andare a lavorare come fotografa. Canti si ritrova di nuovo a lavorare in casa Nambada, Naota invece ora frequenta la scuola media con Gaku, Masashi ed Eri. Mentre i ragazzi bisticciano la scena torna in camera di Naota, sul basso di Haruko appoggiato al muro, e misteriosamente la prima corda si mette a vibrare da sola. Dopo la sigla di chiusura vi è una breve scena in cui Haruko, a bordo del suo scooter, continua il suo viaggio nello spazio. |                  |                |

### FLCL Progressive
| Nº | Giapponese 「Kanji」 - Rōmaji | In onda        | In onda |
| Nº | Giapponese 「Kanji」 - Rōmaji | Giapponese     |         |
| 1  | 「サイスタ」 - Saisuta        | 2 giugno 2018  |         |
| 2  | 「フリハニ」 - Furihani       | 9 giugno 2018  |         |
| 3  | 「ミズキリ」 - Mizukiri       | 16 giugno 2018 |         |
| 4  | 「ラリルレ」 - Rarirure       | 23 giugno 2018 |         |
| 5  | 「フルプラ」 - Furupura       | 30 giugno 2018 |         |
| 6  | 「アワラン」 - Awaran         | 7 luglio 2018  |         |

### FLCL Alternative
| Nº | Giapponese 「Kanji」 - Rōmaji | In onda           | In onda |
| Nº | Giapponese 「Kanji」 - Rōmaji | Giapponese        |         |
| 1  | 「フラメモ」 - Fura Memo      | 31 marzo 2018     |         |
| 2  | 「トナブリ」 - Tonaburi       | 15 settembre 2018 |         |
| 3  | 「フリコレ」 - Furikore       | 22 settembre 2018 |         |
| 4  | 「ピタパト」 - Pitapato       | 29 settembre 2018 |         |
| 5  | 「フリステ」 - Furisute       | 6 ottobre 2018    |         |
| 6  | 「フルフラ」 - Furufura       | 13 ottobre 2018   |         |